# سالم ستوداميري
سالم ستوداميري (بالإنجليزية: Salim Stoudamire)‏ مواليد 11 أكتوبر 1982 في بورتلاند، هو لاعب كرة سلة أمريكي سابق بدأ مسيرته الاحترافية في سنة 2005 حيث تم اختياره من قبل فريق أتلانتا هوكس خلال الدرافت. يبلغ طوله 6 قدم 1 بوصة (1.9 م).

## فرق لعب لها
- أتلانتا هوكس

## إحصائيات المسيرة

### الموسم الاعتيادي
| السنة   | الفريق       | لعب | بدأ | دقيقة | ميداني% | ثلاثية | حرة  | ارتداد | صنع | استلاب | تصدي | نقطة |
| ------- | ------------ | --- | --- | ----- | ------- | ------ | ---- | ------ | --- | ------ | ---- | ---- |
| 2005–06 | أتلانتا هوكس | 61  | 1   | 20.3  | .415    | .380   | .900 | 1.9    | 1.2 | .4     | .0   | 9.7  |
| 2006–07 | أتلانتا هوكس | 61  | 0   | 17.0  | .416    | .361   | .897 | 1.2    | 1.0 | .3     | .0   | 7.7  |
| 2007–08 | أتلانتا هوكس | 35  | 0   | 11.5  | .361    | .341   | .820 | .7     | .8  | .2     | .1   | 5.7  |
| المسيرة |              | 157 | 1   | 17.0  | .407    | .366   | .882 | 1.4    | 1.0 | .4     | .1   | 8.0  |

### التصفيات
| السنة   | الفريق       | لعب | بدأ | دقيقة | ميداني% | ثلاثية | حرة   | ارتداد | صنع | استلاب | تصدي | نقطة |
| ------- | ------------ | --- | --- | ----- | ------- | ------ | ----- | ------ | --- | ------ | ---- | ---- |
| 2008    | أتلانتا هوكس | 3   | 0   | 9.3   | .444    | .333   | 1.000 | .3     | .0  | .3     | .0   | 4.0  |
| المسيرة |              | 3   | 0   | 9.3   | .444    | .333   | 1.000 | .3     | .0  | .3     | .0   | 4.0  |

## روابط خارجية
- سالم ستوداميري على موقع إن بي أي (الإنجليزية)
- سالم ستوداميري على موقع سبورتس رفرنس (الإنجليزية)
- سالم ستوداميري على موقع كرة السلة الأوروبية.كوم (الإنجليزية)
- سالم ستوداميري على موقع كلية كرة السلة في سبورتس رفرنس.كوم (الإنجليزية)
- سالم ستوداميري على موقع ريلجم (الإنجليزية)
- سالم ستوداميري على موقع بروبوليرز (الإنجليزية)
- سالم ستوداميري على موقع سبورتس رفرنس (الإنجليزية)